# CZ P-10 C
CZ P-10 C je kompaktní samonabíjecí pistole vyráběná Českou zbrojovkou. Je bez kohoutu, ten je nahrazen přímoběžným zápalníkem (patří k segmentu tzv. „striker fired“ pistolí) a je vhodná pro osobní ochranu a ozbrojené složky.
Má mechanicky a teplotně stabilní polymerový rám, zesílený skelnými vlákny a tři vyměnitelné hřbety rukojeti pro individuální přizpůsobení její velikosti. Ovládací prvky zbraně jsou oboustranné.

## Ocenění
Tato pistole byla vyhlášená „Pistolí roku 2017“ americkým magazínem Guns & Ammo.